# One Shot '70
One Shot Anni Settanta è una raccolta in 6 volumi di canzoni degli anni '70, pubblicata in Italia su CD nel 2005 dalla Universal (catalogo da CDOG 0044 a CDOG 0049), che l'ha inclusa nella sua collana denominata One Shot. È stata distribuita solamente nelle edicole, in allegato al periodico Oggi e racchiusa in cofanetto. Le selezioni dei brani sono state effettuate in collaborazione con l'emittente radiofonica RTL 102.5.

## One Shot Anni Settanta Vol. 1 (CD 1)
Il primo è l'anno di pubblicazione del singolo, il secondo quello dell'album; altrimenti coincidono. 
1. Barry White – Can't Get Enough of Your Love, Babe (album version) – 4:30 (Barry White) – 1974
2. Elton John – Daniel – 3:53 (testo: Bernie Taupin, Elton John – musica: Elton John) – 1973
3. Squeeze – Cool for Cats (single version) – 3:10 (Chris Difford, Glenn Tilbrook) – 1979
4. T. Rex – Get It On – 4:21 (Marc Bolan) – 1971
5. Rufus – You Got the Love (feat. Chaka Khan) (album version) – 4:38 (Chaka Khan, Ray Parker Jr.) – 1974
6. Gino Vannelli – I Just Wanna Stop – 3:35 (Rossano Vannelli) – 1978
7. The New Seekers – I'd Like to Teach the World to Sing (In Perfect Harmony) (feat. Hillside Singers) – 2:19 (Bill Backer, Billy Davis, Roger Cook, Roger Greenaway) – 1971, 1972 UK
8. Larry Santos – We Can't Hide It Anymore – 3:46 (Barry Murphy) – 1975, 1976
9. Status Quo – Whatever You Want – 4:02 (Rick Parfitt, Andy Bown) – 1979
10. The Stylistics – You Make Me Feel Brand New (long version) – 5:26 (Thom Bell, Linda Creed) – 1973
11. Dan-I – Monkey Chop – 4:21 (Selmore Ezekiel Lewinson) – 1979
12. Diana Ross – Love Hangover (album version) – 7:46 (Pamela Sawyer, Marilyn McLeod) – 1976

Durata totale: 51:47

## One Shot Anni Settanta Vol. 2 (CD 2)
1. Donna Summer – I Remember Yesterday – 4:46 (Donna Summer, Giorgio Moroder, Pete Bellotte) – 1977
2. Lynyrd Skynyrd – Sweet Home Alabama – 4:43 (Ed King, Gary Rossington, Ronnie Van Zant) – 1974
3. Cat Stevens – Wild World – 3:18 (Cat Stevens) – 1970
4. The Cure – Boys Don't Cry – 2:39 (testo: Robert Smith – musica: Robert Smith, Laurence Tolhurst, Michael Dempsey) – 1979, 1980
5. Cher – Gypsys, Tramps & Thieves – 2:35 (Bob Stone) – 1971
6. Rick James – You and I (single version) – 3:08 (Rick James) – 1978
7. Demis Roussos – We Shall Dance – 3:32 (testo: Boris Bergman – musica: Demis Roussos, Charalambos Chalkitis) – 1971
8. Stealers Wheel – Stuck in the Middle with You – 3:22 (Gerry Rafferty, Joe Egan) – 1972
9. Free – Wishing Well – 3:39 (John Bundrick, Paul Kossoff, Paul Rodgers, Simon Kirke, Tetsu Yamauchi) – 1972, 1973
10. Michael Jackson – Got to Be There – 3:21 (Elliot Willensky) – 1971, 1972
11. Brenda Russell – In the Thick of It – 3:58 (Brenda Russell) – 1979
12. Manu Dibango – Soul Makossa – 4:25 (Manu Dibango) – 1972

Durata totale: 43:26

## One Shot Anni Settanta Vol. 3 (CD 3)
1. Diana Ross – Ain't No Mountain High Enough (single version) – 3:34 (Nickolas Ashford, Valerie Simpson) – 1970
2. Bachman-Turner Overdrive – You Ain't Seen Nothing Yet (album version) – 3:51 (Randy Bachman) – 1974
3. Peter Frampton – Baby, I Love Your Way (album version) – 4:42 (Peter Frampton) – 1975
4. Elis Regina e Antônio Carlos Jobim – Águas de março (Waters of March) – 3:32 (Antonio Carlos Jobim) – 1974
5. Commodores – Brick House – 3:32 (Milan Williams, Walter Orange, Thomas McClary, William King, Lionel Richie, Ronald LaPread) – 1977
6. Bobby Bloom – Montego Bay – 2:55 (Bobby Bloom, Jeff Barry) – 1970
7. Cat Stevens – Lady D'Arbanville (album version) – 3:42 (Cat Stevens) – 1970
8. Rare Earth – Get Ready (single version) – 2:52 (Smokey Robinson) – 1970, 1969
9. Gloria Gaynor – Never Can Say Goodbye (album version) – 6:19 (Clifton Davis) – 1974, 1975
10. Captain & Tennille – You Need a Woman Tonight – 3:12 (Dana Merino) – 1978
11. Joan Armatrading – Love and Affection – 4:28 (Joan Armatrading) – 1976
12. Roy Ayers – Everybody Loves the Sunshine – 3:41 (Roy Ayers) – 1976

Durata totale: 46:20

## One Shot Anni Settanta Vol. 4 (CD 4)
1. J. J. Cale – Cocaine – 2:51 (J. J. Cale) – 1976
2. Robert Palmer – Bad Case of Loving You (Doctor, Doctor) – 3:10 (Moon Martin) – 1979
3. The Ozark Mountain Daredevils – Jackie Blue (album version) – 4:10 (Larry Lee, Steve Cash) – 1974
4. The Jackson 5 – Dancing Machine (single version) – 2:41 (Dean Parks, Hal Davis, Donald Fletcher) – 1974, 1973
5. Dusty Springfield – Spooky – 2:40 (Mike Shapiro, Harry Middlebrooks, James Cobb, Buddy Buie) – 1970
6. Rainbow – Since You Been Gone – 3:17 (Russ Ballard) – 1979
7. Rita Coolidge – We're All Alone – 3:38 (Boz Scaggs) – 1977
8. Dobie Gray – Drift Away – 3:50 (Mentor Williams) – 1973
9. The Jam – David Watts – 2:54 (Ray Davies) – 1978
10. The Brothers Johnson – Ain't We Funkin' Now – 5:35 (Louis Johnson, Alex Weir, Quincy Jones, Thomas Bahler, Valerie Johnson) – 1978
11. Leon Ware e Minnie Riperton – Instant Love – 3:28 (Leon Ware, Jacqueline Hilliard) – 1976
12. Peaches & Herb – Reunited – 5:44 (Freddie Perren, Dino Fekaris) – 1978

Durata totale: 43:58

## One Shot Anni Settanta Vol. 5 (CD 5)
1. Secret Service – Oh Susie (single version) – 3:40 (testo: Ola Håkansson – musica: Tim Norell) – 1979
2. Rod Stewart – You Wear It Well – 4:20 (Rod Stewart, Martin Quittenton) – 1972
3. White Plains – My Baby Loves Lovin' – 2:45 (Roger Cook, Roger Greenaway) – 1970
4. Edwin Starr – War – 3:22 (Norman Whitfield, Barrett Strong) – 1970
5. Gino Vannelli – People Gotta Move – 3:18 (Gino Vannelli) – 1974
6. Gene Chandler – Get Down – 3:36 (James Thompson) – 1978, 1979
7. Smokey Robinson – Quiet Storm (single version) – 4:01 (Smokey Robinson, Rose Ella Jones) – 1976, 1975
8. Three Dog Night – Mama Told Me (Not to Come) (album version) – 3:17 (Randy Newman) – 1970
9. Sérgio Mendes & Brasil 66 – For What It's Worth – 3:38 (Stephen Stills) – 1970
10. Ohio Players – Love Rollercoaster (album version) – 4:46 (Ohio Players) – 1975
11. Bachman-Turner Overdrive – Lookin' Out for #1 (album version) – 5:18 (Randy Bachman) – 1976, 1975
12. Bohannon – Let's Start the Dance (album version) – 5:51 (Hamilton Bohannon) – 1978

Durata totale: 47:52

## One Shot Anni Settanta Vol. 6 (CD 6)
1. James Brown – Hot Pants (part 1) – 3:06 (James Brown, Fred Wesley) – 1971
2. The Supremes – Nathan Jones – 3:00 (Kathleen Wakefield, Leonard Caston) – 1971
3. Tom Jones – She's a Lady – 2:53 (Paul Anka) – 1971
4. Terry Callier – Ordinary Joe – 4:12 (Terry Callier, Larry Wade) – 1972
5. Captain & Tennille – Love Will Keep Us Together – 3:20 (testo: Howard Greenfield – musica: Neil Sedaka) – 1975
6. The James Gang – Walk Away – 3:31 (Joe Walsh) – 1971
7. Sammy Davis Jr. – The Candy Man – 3:09 (Leslie Bricusse, Anthony Newley) – 1972
8. The Allman Brothers Band – Ramblin' Man – 4:46 (Richard Betts) – 1973
9. Alessi Brothers – Oh Lori – 3:19 (Billy Alessi, Bobby Alessi) – 1976
10. Dusty Springfield – Closet Man – 4:02 (David Foster, Eric Mercury, Donnie Gerrard) – 1979
11. Lyn Collins – Mr. Big Stuff – 3:59 (Joseph Broussard, Ralph Williams, Carrol Washington) – 1975
12. Hotlegs – Neanderthal Man – 4:12 (Kevin Godley, Lol Creme, Eric Stewart) – 1970

Durata totale: 43:29